# مها عاشور عبد الله
مها عاشور عبد الله (1943 - 1 مايو 2016) كانت أستاذة في الفيزياء وعلم الفلك المصريين.  تم تسميتها زميلة في الجمعية الفيزيائية الأمريكية عام 1986 وفي الاتحاد الجيوفيزيائي الأمريكي عام 1993.

## حياتها
ولدت مها عاشور بالإسكندرية وحصلت على درجة البكالوريوس في جامعة الإسكندرية. حصلت على درجة الدكتوراه من امبريال كوليدج لندن في عام 1971. وعملت لاحقًا في المركز القومي للاتصالات في فرنسا. ثم انتقل عاشور عبد الله إلى لوس أنجلوس. من 1976 إلى 1985، كانت باحثة في معهد الجيوفيزياء والفيزياء الكوكبية في جامعة كاليفورنيا، لوس أنجلوس (UCLA).  في عام 1985، أصبحت أستاذة في قسم الفيزياء وعلم الفلك بجامعة كاليفورنيا في لوس أنجلوس.  في عام 1999، أسست وأصبحت أول مديرة لمركز الابتكار الرقمي بجامعة كاليفورنيا في لوس أنجلوس.
قام عاشور عبد الله بتأسيس مجموعة محاكاة البلازما الفضائية في جامعة كاليفورنيا، التي طورت إحدى أولى المحاكاة المغناطيسية الهيدروديناميكية للرياح الشمسية والغلاف المغناطيسي والغلاف الأيوني. تم دعم بحثها بمنح من وكالة ناسا ومؤسسة العلوم الوطنية. كانت المحققة الرئيسية من جامعة كاليفورنيا في بعثة ناسا للغلاف المغناطيسي المتعدد.  كانت مؤلفة أو شاركت في تأليف أكثر من 270 مقالة بحثية منشورة في مجلات تمت مراجعتها من قبل الأقران.
في عام 1982، نظمت مع زملاء من فرنسا واليابان، المدرسة الدولية لمحاكاة الفضاء، التي تعقد ندوات سنوية كل سنتين إلى ثلاث سنوات لتثقيف علماء الفضاء الشباب حول تقنيات محاكاة الكمبيوتر. كما شارك عاشور عبد الله في تطوير البرامج التعليمية لطلاب المدارس الابتدائية والثانوية والجامعية.
تم تسميتها زميلة الجمعية اليابانية لتعزيز العلوم في عام 1984. حصلت على وسام الخدمة المدنية المتميزة من الجيش الأمريكي في عام 2004. في عام 2005، حصلت على جائزة من وكالة الفضاء الأوروبية لمساهماتها في استكشاف  الفضاء الجغرافي باستخدام الكتلة.

## التكريم
تم إنشاء منحة دراسية باسمها لدعم النساء الراغبات في متابعة الدراسات العليا في فيزياء الفضاء.

## الوفاة
توفيت بسرطان الكبد عن عمر يناهز 72 عامًا.